# Suecia en la Copa Mundial de Fútbol de 2018
La selección de Suecia fue uno de los 32 equipos participantes en la Copa Mundial de Fútbol de 2018, torneo que se llevó a cabo del 14 de junio al 15 de julio en Rusia.
Logró su clasificación tras posicionarse como segundo en su grupo y vencer a la selección de Italia en el repechaje europeo.

## Clasificación

### Grupo A
| Selección    | Pts. | PJ | PG | PE | PP | GF | GC | Dif |
| ------------ | ---- | -- | -- | -- | -- | -- | -- | --- |
| Francia      | 23   | 10 | 7  | 2  | 1  | 18 | 6  | 12  |
| Suecia       | 19   | 10 | 6  | 1  | 3  | 26 | 9  | 17  |
| Países Bajos | 19   | 10 | 6  | 1  | 3  | 21 | 12 | 9   |
| Bulgaria     | 13   | 10 | 4  | 1  | 5  | 14 | 19 | -5  |
| Luxemburgo   | 6    | 10 | 1  | 3  | 6  | 8  | 26 | -18 |
| Bielorrusia  | 5    | 10 | 1  | 2  | 7  | 6  | 21 | -15 |

| \| Fecha \| Lugar \| Local \| \| Resultado \| \| Visitante \| \| -------------------------- \| ----------- \| ------------ \| \| -------------------------------------------------------------- \| \| ------------ \| \| 6 de septiembre de 2016 \| Solna \| Suecia \| \| 1 – 1 Archivado el 8 de septiembre de 2016 en Wayback Machine. \| \| Países Bajos \| \| 7 de octubre de 2016 \| Luxemburgo \| Luxemburgo \| \| 0 – 1 Archivado el 17 de octubre de 2016 en Wayback Machine. \| \| Suecia \| \| 10 de octubre de 2016 \| Solna \| Suecia \| \| 3 – 0 Archivado el 17 de octubre de 2016 en Wayback Machine. \| \| Bulgaria \| \| 11 de noviembre de 2016[2] \| Saint-Denis \| Francia \| \| 2 – 1 Archivado el 9 de diciembre de 2017 en Wayback Machine. \| \| Suecia \| \| 25 de marzo de 2017 \| Solna \| Suecia \| \| 4 – 0 Archivado el 25 de marzo de 2017 en Wayback Machine. \| \| Bielorrusia \| \| 9 de junio de 2017 \| Solna \| Suecia \| \| 2 – 1 Archivado el 13 de diciembre de 2017 en Wayback Machine. \| \| Francia \| \| 31 de agosto de 2017 \| Sofía \| Bulgaria \| \| 3 – 2 Archivado el 1 de septiembre de 2017 en Wayback Machine. \| \| Suecia \| \| 3 de septiembre de 2017 \| Borísov \| Bielorrusia \| \| 0 – 4 \| \| Suecia \| \| 7 de octubre de 2017 \| Solna \| Suecia \| \| 8 – 0 \| \| Luxemburgo \| \| 10 de octubre de 2017 \| Ámsterdam \| Países Bajos \| \| 2 – 0 \| \| Suecia \| |             |              |                             |                                                                |                             |              |
| Fecha | Lugar       | Local        |                             | Resultado                                                      |                             | Visitante    |
| 6 de septiembre de 2016 | Solna       | Suecia       | Bandera de Suecia           | 1 – 1 Archivado el 8 de septiembre de 2016 en Wayback Machine. | Bandera de los Países Bajos | Países Bajos |
| 7 de octubre de 2016 | Luxemburgo  | Luxemburgo   | Bandera de Luxemburgo       | 0 – 1 Archivado el 17 de octubre de 2016 en Wayback Machine.   | Bandera de Suecia           | Suecia       |
| 10 de octubre de 2016 | Solna       | Suecia       | Bandera de Suecia           | 3 – 0 Archivado el 17 de octubre de 2016 en Wayback Machine.   | Bandera de Bulgaria         | Bulgaria     |
| 11 de noviembre de 2016 | Saint-Denis | Francia      | Bandera de Francia          | 2 – 1 Archivado el 9 de diciembre de 2017 en Wayback Machine.  | Bandera de Suecia           | Suecia       |
| 25 de marzo de 2017 | Solna       | Suecia       | Bandera de Suecia           | 4 – 0 Archivado el 25 de marzo de 2017 en Wayback Machine.     | Bandera de Bielorrusia      | Bielorrusia  |
| 9 de junio de 2017 | Solna       | Suecia       | Bandera de Suecia           | 2 – 1 Archivado el 13 de diciembre de 2017 en Wayback Machine. | Bandera de Francia          | Francia      |
| 31 de agosto de 2017 | Sofía       | Bulgaria     | Bandera de Bulgaria         | 3 – 2 Archivado el 1 de septiembre de 2017 en Wayback Machine. | Bandera de Suecia           | Suecia       |
| 3 de septiembre de 2017 | Borísov     | Bielorrusia  | Bandera de Bielorrusia      | 0 – 4                                                          | Bandera de Suecia           | Suecia       |
| 7 de octubre de 2017 | Solna       | Suecia       | Bandera de Suecia           | 8 – 0                                                          | Bandera de Luxemburgo       | Luxemburgo   |
| 10 de octubre de 2017 | Ámsterdam   | Países Bajos | Bandera de los Países Bajos | 2 – 0                                                          | Bandera de Suecia           | Suecia       |

### Segunda ronda
| 10 de noviembre de 2017 | Suecia        | 1:0 (0:0)                 | Italia | Friends Arena, Solna                                     |                                                          |
| 20:45 (20:45 UTC+1)     | Johansson 61' | FIFA Reporte UEFA Reporte |        | Asistencia: 49 193 espectadores Árbitro(s): Cüneyt Çakır | Asistencia: 49 193 espectadores Árbitro(s): Cüneyt Çakır |

| 13 de noviembre de 2017 | Italia | 0:0                       | Suecia | Estadio Giuseppe Meazza, Milán                                  |                                                                 |
| 20:45 (20:45 UTC+1)     |        | FIFA Reporte UEFA Reporte |        | Asistencia: 72 696 espectadores Árbitro(s): Antonio Mateu Lahoz | Asistencia: 72 696 espectadores Árbitro(s): Antonio Mateu Lahoz |

## Participación

### Lista de convocados
Técnico:  Janne Andersson
| No. | Pos. | Jugador              | Fecha de nacimiento (edad)        | Apa. | Goles | Club              |
| --- | ---- | -------------------- | --------------------------------- | ---- | ----- | ----------------- |
| 1   | POR  | Robin Olsen          | 8 de enero de 1990 (28 años)      | 18   | 0     | FC Copenhague     |
| 2   | DEF  | Mikael Lustig        | 13 de diciembre de 1986 (31 años) | 66   | 6     | Celtic            |
| 3   | DEF  | Victor Lindelöf      | 17 de julio de 1994 (23 años)     | 21   | 1     | Manchester United |
| 4   | DEF  | Andreas Granqvist    | 16 de abril de 1985 (33 años)     | 72   | 6     | Krasnodar         |
| 5   | DEF  | Martin Olsson        | 17 de mayo de 1988 (30 años)      | 43   | 5     | Swansea City      |
| 6   | DEF  | Ludwig Augustinsson  | 21 de abril de 1994 (24 años)     | 15   | 0     | Werder Bremen     |
| 7   | MED  | Sebastian Larsson    | 6 de junio de 1985 (33 años)      | 100  | 6     | Hull City         |
| 8   | MED  | Albin Ekdal          | 28 de julio de 1989 (28 años)     | 34   | 0     | Hamburgo SV       |
| 9   | DEL  | Marcus Berg          | 17 de agosto de 1986 (31 años)    | 57   | 18    | Al-Ain            |
| 10  | MED  | Emil Forsberg        | 23 de octubre de 1991 (26 años)   | 36   | 6     | RB Leipzig        |
| 11  | DEL  | John Guidetti        | 15 de abril de 1992 (26 años)     | 20   | 1     | Alavés            |
| 12  | POR  | Karl-Johan Johnsson  | 28 de enero de 1990 (28 años)     | 5    | 0     | Guingamp          |
| 13  | MED  | Gustav Svensson      | 7 de febrero de 1987 (31 años)    | 13   | 0     | Seattle Sounders  |
| 14  | DEF  | Filip Helander       | 22 de abril de 1993 (25 años)     | 4    | 0     | Bologna           |
| 15  | MED  | Oscar Hiljemark      | 28 de junio de 1992 (25 años)     | 22   | 2     | Genoa             |
| 16  | DEF  | Emil Krafth          | 2 de agosto de 1994 (23 años)     | 13   | 0     | Bologna           |
| 17  | MED  | Viktor Claesson      | 2 de enero de 1992 (26 años)      | 22   | 3     | Krasnodar         |
| 18  | DEF  | Pontus Jansson       | 13 de febrero de 1991 (27 años)   | 15   | 0     | Leeds United      |
| 19  | MED  | Marcus Rohdén        | 11 de mayo de 1991 (27 años)      | 12   | 1     | Crotone           |
| 20  | DEL  | Ola Toivonen         | 3 de julio de 1986 (31 años)      | 59   | 13    | Toulouse          |
| 21  | MED  | Jimmy Durmaz         | 22 de marzo de 1989 (29 años)     | 45   | 3     | Toulouse          |
| 22  | DEL  | Isaac Kiese Thelin   | 24 de junio de 1992 (25 años)     | 20   | 2     | Waasland-Beveren  |
| 23  | POR  | Kristoffer Nordfeldt | 23 de junio de 1989 (28 años)     | 8    | 0     | Swansea City      |

### Primera fase
| Selección     | Pts | PJ | PG | PE | PP | GF | GC | Dif |
| ------------- | --- | -- | -- | -- | -- | -- | -- | --- |
| Suecia        | 6   | 3  | 2  | 0  | 1  | 5  | 2  | 3   |
| México        | 6   | 3  | 2  | 0  | 1  | 3  | 4  | -1  |
| Corea del Sur | 3   | 3  | 1  | 0  | 2  | 3  | 3  | 0   |
| Alemania      | 3   | 3  | 1  | 0  | 2  | 2  | 2  | -2  |

#### Suecia vs. Corea del Sur
| 18 de junio de 2018, 15:00 (UTC+3) | Suecia               | 1:0 (0:0) | Corea del Sur | Estadio de Nizhni Nóvgorod, Nizhni Nóvgorod              |                                                          |
|                                    | Granqvist 65' (pen.) | Reporte   |               | Asistencia: 42 300 espectadores Árbitro(s): Joel Aguilar | Asistencia: 42 300 espectadores Árbitro(s): Joel Aguilar |

|  |  |

| GK              | 1  | Robin Olsen         |     |     |
| RB              | 6  | Ludwig Augustinsson |     |     |
| CB              | 4  | Andreas Granqvist   |     |     |
| CB              | 18 | Pontus Jansson      |     |     |
| LB              | 2  | Mikael Lustig       |     |     |
| RM              | 17 | Viktor Claesson     | 61' |     |
| CM              | 7  | Sebastian Larsson   |     | 81' |
| CM              | 8  | Albin Ekdal         |     | 71' |
| LM              | 10 | Emil Forsberg       |     |     |
| CF              | 9  | Marcus Berg         |     |     |
| CF              | 20 | Ola Toivonen        |     | 77' |
| Cambios:        |    |                     |     |     |
| MF              | 15 | Oscar Hiljemark     |     | 71' |
| FW              | 22 | Isaac Kiese Thelin  |     | 77' |
| MF              | 13 | Gustav Svensson     |     | 81' |
| Entrenador:     |    |                     |     |     |
| Janne Andersson |    |                     |     |     |

| GK            | 23 | Cho Hyun-woo   |     |     |
| RB            | 2  | Lee Yong       |     |     |
| CB            | 20 | Jang Hyun-soo  |     |     |
| CB            | 19 | Kim Young-gwon |     |     |
| LB            | 6  | Park Joo-ho    |     | 28' |
| CM            | 17 | Lee Jae-sung   |     |     |
| CM            | 16 | Ki Sung-yueng  |     |     |
| CM            | 13 | Koo Ja-cheol   |     | 73' |
| RF            | 11 | Hwang Hee-chan | 55' |     |
| CF            | 9  | Kim Shin-wook  | 13' | 66' |
| LF            | 7  | Son Heung-min  |     |     |
| Cambios:      |    |                |     |     |
| DF            | 12 | Kim Min-woo    |     | 28' |
| MF            | 15 | Jung Woo-young |     | 66' |
| MF            | 10 | Lee Seung-woo  |     | 73' |
| Entrenador:   |    |                |     |     |
| Shin Tae-yong |    |                |     |     |

| Jugador del Partido: Andreas Granqvist Árbitros asistentes: Juan Zumba Juan Carlos Mora Cuarto árbitro: Norbert Hauata Quinto árbitro: Bertrand Brial Árbitro asistente de video: Mauro Vigliano Árbitros asistentes del árbitro asistente de video: Abdulrahman Al-Jassim Taleb Al Maari Daniele Orsato |

#### Alemania vs. Suecia
| 23 de junio de 2018, 18:00 (UTC+3) | Alemania               | 2:1 (0:1) | Suecia       | Estadio Fisht, Sochi                                         |                                                              |
|                                    | Reus 48' · Kroos 90+5' | Reporte   | Toivonen 32' | Asistencia: 44 287 espectadores Árbitro(s): Szymon Marciniak | Asistencia: 44 287 espectadores Árbitro(s): Szymon Marciniak |

|  |  |

| GK          | 1  | Manuel Neuer    |          |     |
| RB          | 18 | Joshua Kimmich  |          |     |
| CB          | 16 | Antonio Rüdiger |          |     |
| CB          | 17 | Jérôme Boateng  | 71', 82' |     |
| LB          | 3  | Jonas Hector    |          | 87' |
| CM          | 19 | Sebastian Rudy  |          | 31' |
| CM          | 8  | Toni Kroos      |          |     |
| RW          | 13 | Thomas Müller   |          |     |
| AM          | 7  | Julian Draxler  |          | 46' |
| LW          | 11 | Marco Reus      |          |     |
| CF          | 9  | Timo Werner     |          |     |
| Cambios:    |    |                 |          |     |
| MF          | 21 | İlkay Gündoğan  |          | 31' |
| FW          | 23 | Mario Gómez     |          | 46' |
| MF          | 20 | Julian Brandt   |          | 87' |
| Entrenador: |    |                 |          |     |
| Joachim Löw |    |                 |          |     |

| GK              | 1  | Robin Olsen         |       |     |
| RB              | 2  | Mikael Lustig       |       |     |
| CB              | 3  | Victor Lindelöf     |       |     |
| CB              | 4  | Andreas Granqvist   |       |     |
| LB              | 6  | Ludwig Augustinsson |       |     |
| RM              | 17 | Viktor Claesson     |       | 74' |
| CM              | 7  | Sebastian Larsson   | 90+7' |     |
| CM              | 8  | Albin Ekdal         | 52'   |     |
| LM              | 10 | Emil Forsberg       |       |     |
| CF              | 9  | Marcus Berg         |       | 90' |
| CF              | 20 | Ola Toivonen        |       | 78' |
| Cambios:        |    |                     |       |     |
| MF              | 21 | Jimmy Durmaz        |       | 74' |
| FW              | 11 | John Guidetti       |       | 78' |
| FW              | 22 | Isaac Kiese Thelin  |       | 90' |
| Entrenador:     |    |                     |       |     |
| Janne Andersson |    |                     |       |     |

| Jugador del Partido: Marco Reus Árbitros asistentes: Paweł Sokolnicki Tomasz Listkiewicz Cuarto árbitro: Ryuji Sato Quinto árbitro: Toru Sagara Árbitro asistente de video: Clément Turpin Árbitros asistentes del árbitro asistente de video: Paweł Gil Cyril Gringore Paolo Valeri |

#### México vs. Suecia
| 27 de junio de 2018 | México | 0:3 (0:0) | Suecia                                                       | Ekaterimburgo Arena, Ekaterimburgo                        |                                                           |
| 19:00 YEKT (UTC+5)  |        | Reporte   | Augustinsson 50' · Granqvist 62' (pen.) · Álvarez 74' (a.g.) | Asistencia: 33 061 espectadores Árbitro(s): Néstor Pitana | Asistencia: 33 061 espectadores Árbitro(s): Néstor Pitana |

|  |  |

| GK                 | 13 | Guillermo Ochoa     |     |     |
| RB                 | 21 | Edson Álvarez       |     |     |
| CB                 | 3  | Carlos Salcedo      |     |     |
| CB                 | 15 | Héctor Moreno       | 61' |     |
| LB                 | 23 | Jesús Gallardo      | 1'  | 65' |
| CM                 | 18 | Andrés Guardado     |     | 75' |
| CM                 | 16 | Héctor Herrera      |     |     |
| RW                 | 7  | Miguel Layún        | 86' | 89' |
| AM                 | 11 | Carlos Vela         |     |     |
| LW                 | 22 | Hirving Lozano      |     |     |
| CF                 | 14 | Javier Hernández    |     |     |
| Cambios:           |    |                     |     |     |
| MF                 | 8  | Marco Fabián        |     | 65' |
| MF                 | 17 | Jesús Manuel Corona |     | 75' |
| FW                 | 19 | Oribe Peralta       |     | 89' |
| Entrenador:        |    |                     |     |     |
| Juan Carlos Osorio |    |                     |     |     |

| GK              | 1  | Robin Olsen         |     |     |
| RB              | 2  | Mikael Lustig       | 88' |     |
| CB              | 3  | Victor Lindelöf     |     |     |
| CB              | 4  | Andreas Granqvist   |     |     |
| LB              | 6  | Ludwig Augustinsson |     |     |
| RM              | 17 | Viktor Claesson     |     |     |
| CM              | 7  | Sebastian Larsson   | 26' | 57' |
| CM              | 8  | Albin Ekdal         |     | 80' |
| LM              | 10 | Emil Forsberg       |     |     |
| CF              | 9  | Marcus Berg         |     | 68' |
| CF              | 20 | Ola Toivonen        |     |     |
| Cambios:        |    |                     |     |     |
| MF              | 13 | Gustav Svensson     |     | 57' |
| FW              | 22 | Isaac Kiese Thelin  |     | 68' |
| MF              | 15 | Oscar Hiljemark     |     | 80' |
| Entrenador:     |    |                     |     |     |
| Janne Andersson |    |                     |     |     |

| Jugador del Partido: Ludwig Augustinsson Árbitros asistentes: Hernán Maidana Juan Pablo Bellati Cuarto árbitro: Andrés Cunha Quinto árbitro: Mauricio Espinosa Árbitro asistente de video: Mauro Vigliano Árbitros asistentes del árbitro asistente de video: Gery Vargas Carlos Astroza Wilton Sampaio |

### Octavos de final

#### Suecia vs. Suiza
| 3 de julio de 2018 | Suecia       | 1:0 (0:0) | Suiza | Zenit Arena, San Petersburgo                              |                                                           |
| 17:00 MSK (UTC+3)  | Forsberg 66' | Reporte   |       | Asistencia: 64 042 espectadores Árbitro(s): Damir Skomina | Asistencia: 64 042 espectadores Árbitro(s): Damir Skomina |

| Suecia | Suiza |

| POR             | 1  | Robin Olsen         |     |       |
| DEF             | 2  | Mikael Lustig       | 31' | 82'   |
| DEF             | 3  | Victor Lindelöf     |     |       |
| DEF             | 4  | Andreas Granqvist   |     |       |
| DEF             | 6  | Ludwig Augustinsson |     |       |
| MED             | 17 | Viktor Claesson     |     |       |
| MED             | 13 | Gustav Svensson     |     |       |
| MED             | 8  | Albin Ekdal         |     |       |
| MED             | 10 | Emil Forsberg       |     | 82'   |
| DEL             | 9  | Marcus Berg         |     | 90+1' |
| DEL             | 20 | Ola Toivonen        |     |       |
| Cambios:        |    |                     |     |       |
| DF              | 5  | Martin Olsson       |     | 82'   |
| DF              | 16 | Emil Krafth         |     | 82'   |
| DEL             | 22 | Isaac Kiese Thelin  |     | 90+1' |
| Entrenador:     |    |                     |     |       |
| Janne Andersson |    |                     |     |       |

| POR               | 1  | Yann Sommer       |       |     |
| DEF               | 6  | Michael Lang      | 90+4' |     |
| DEF               | 20 | Johan Djourou     |       |     |
| DEF               | 5  | Manuel Akanji     |       |     |
| DEF               | 13 | Ricardo Rodríguez |       |     |
| MED               | 11 | Valon Behrami     | 61'   |     |
| MED               | 10 | Granit Xhaka      | 68'   |     |
| MED               | 23 | Xherdan Shaqiri   |       |     |
| MED               | 15 | Blerim Džemaili   |       | 73' |
| DEL               | 14 | Steven Zuber      |       | 73' |
| DEL               | 19 | Josip Drmić       |       |     |
| Cambios:          |    |                   |       |     |
| DEL               | 7  | Breel Embolo      |       | 73' |
| DEL               | 9  | Haris Seferović   |       | 73' |
| Entrenador:       |    |                   |       |     |
| Vladimir Petković |    |                   |       |     |

| Jugador del Partido: Emil Forsberg Árbitros asistentes: Jure Praprotnik Robert Vukan Cuarto árbitro: Nawaf Shukralla Árbitro asistente de video: Daniele Orsato Árbitros asistentes del árbitro asistente de video: Roberto Díaz Pérez del Palomar Bastian Dankert Massimiliano Irrati |

### Cuartos de final

#### Suecia vs. Inglaterra
| 7 de julio de 2018 | Suecia | 0:2 (0:1) | Inglaterra             | Samara Arena, Samara                                      |                                                           |
| 18:00 SAMT (UTC+4) |        | Reporte   | Maguire 30' · Alli 59' | Asistencia: 39 991 espectadores Árbitro(s): Björn Kuipers | Asistencia: 39 991 espectadores Árbitro(s): Björn Kuipers |

| Suecia | Inglaterra |

| POR             | 1  | Robin Olsen         |     |     |
| DEF             | 6  | Ludwig Augustinsson |     |     |
| DEF             | 4  | Andreas Granqvist   |     |     |
| DEF             | 3  | Victor Lindelöf     |     |     |
| DEF             | 16 | Emil Krafth         |     | 85' |
| MED             | 17 | Viktor Claesson     | 61' |     |
| MED             | 7  | Sebastian Larsson   | 61' |     |
| MED             | 8  | Albin Ekdal         |     |     |
| MED             | 10 | Emil Forsberg       |     | 65' |
| DEL             | 9  | Marcus Berg         |     |     |
| DEL             | 20 | Ola Toivonen        |     | 65' |
| Cambios:        |    |                     |     |     |
| DEF             | 5  | Martin Olsson       |     | 65' |
| DEL             | 11 | John Guidetti       | 87' | 65' |
| DEF             | 18 | Pontus Jansson      |     | 85' |
| Entrenador:     |    |                     |     |     |
| Janne Andersson |    |                     |     |     |

| POR              | 1  | Jordan Pickford  |     |       |
| DEF              | 2  | Kyle Walker      |     |       |
| DEF              | 5  | John Stones      |     |       |
| DEF              | 6  | Harry Maguire    | 61' |       |
| MED              | 8  | Jordan Henderson |     | 85'   |
| MED              | 20 | Dele Alli        |     | 77'   |
| MED              | 7  | Jesse Lingard    |     |       |
| MED              | 12 | Kieran Trippier  |     |       |
| MED              | 18 | Ashley Young     |     |       |
| DEL              | 10 | Raheem Sterling  |     | 90+1' |
| DEL              | 9  | Harry Kane       |     |       |
| Cambios:         |    |                  |     |       |
| MED              | 17 | Fabian Delph     |     | 77'   |
| MED              | 4  | Eric Dier        |     | 85'   |
| DEL              | 19 | Marcus Rashford  |     | 90+1' |
| Entrenador:      |    |                  |     |       |
| Gareth Southgate |    |                  |     |       |

| Jugador del partido: Jordan Pickford Árbitros asistentes: Sander van Roekel Erwin Zeinstra Cuarto árbitro: Mateu Lahoz Quinto árbitro: Pau Cebrián Devís Árbitro asistente de video: Danny Makkelie Árbitros asistentes del árbitro asistente de video: Carlos Astroza Bastian Dankert Felix Zwayer |